# John Barilaro

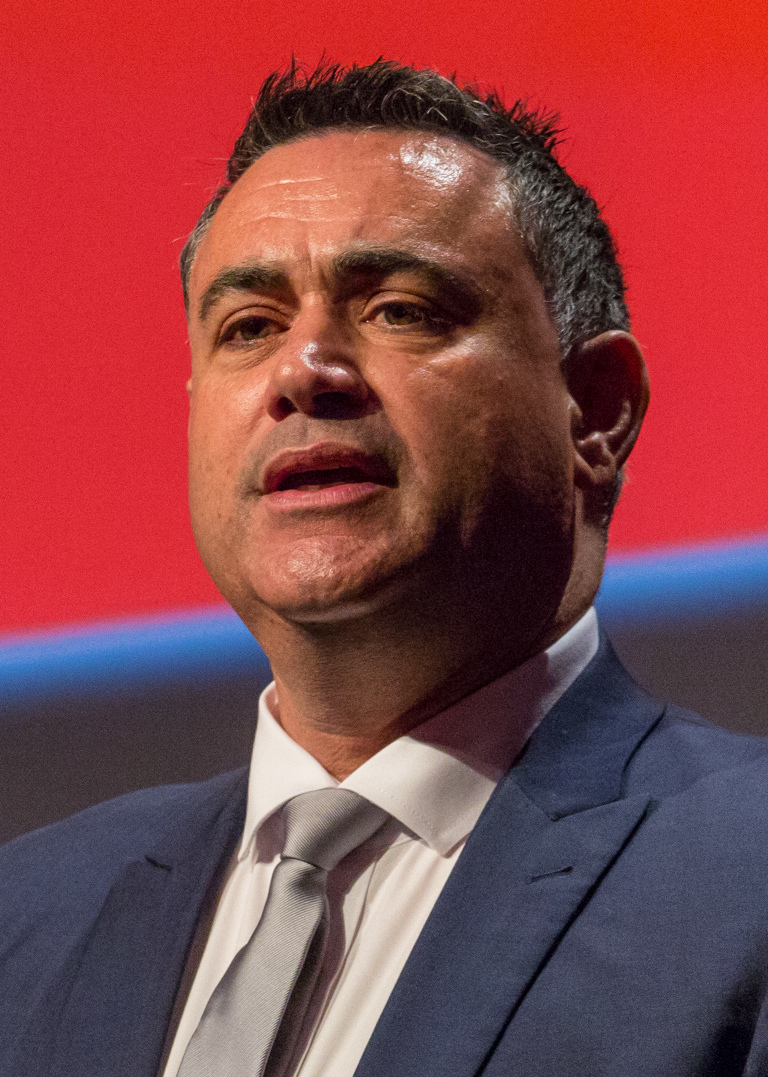
John Barilaro (2016)

The Honourable Giovanni „John“ Domenic Barilaro (* 14. November 1971 in Queanbeyan, New South Wales) ist ein australischer Politiker der National Party of Australia, der zwischen 2011 und 2021 Mitglied im Parlament von New South Wales war, verschiedene Ministerämter bekleidete und von 2016 bis 2021 stellvertretender Premierminister von New South Wales war.

## Leben

### Unternehmer, Kommunalpolitiker und Mitglied des Parlaments von New South Wales
Giovanni „John“ Domenic Barilaro besuchte das St Edmunds College, das er 1989 abschloss. Danach war er als Kleinunternehmer tätig und erhielt nach entsprechenden Fortbildungen verschiedene Zertifikate der Housing Industry Association wie zum Beispiel in den Bereichen Bau- und Gebäudedienste, Ausschreibungen und leitende Unternehmensführung. Er engagierte sich als Mitglied im Unternehmerverband Australian Institute of Company Directors. Er war 2000 Direktor von Capital Football, der Handelsname für die ACT Football Federation Incorporated, dem staatlichen Fußballverband im Australian Capital Territory (ACT), ferner zwischen 2001 und 2010 Gründungspräsident des Monaro Panthers Football Club und erhielt für sein ehrenamtliches Engagement 2001 den Community Award von Monaro. Sein Engagement für die National Party of Australia begann er in der Kommunalpolitik und war zwischen September 2008 und März 2011 Mitglied des Stadtrates von Queanbeyan City sowie zugleich von Juni 2009 bis Juni 2010 Sekretär des Ortsverbandes der Nationalpartei von Monaro.
Bei der Wahl am 26. März 2011 wurde Barilaro für die National Party erstmals zum Mitglied im Parlament von New South Wales gewählt und vertrat in der dortigen Legislativversammlung (NSW Legislative Assembly) nach seinen darauf folgenden Wiederwahlen am 28. März 2015 sowie am 23. März 2019 bis zu seinem Mandatsverzicht am 31. Dezember 2021 den Wahlkreis Monaro. Zu Beginn seiner Parlamentszugehörigkeit war er zwischen dem 23. Juni 2011 und dem 14. Mai 2014 Vorsitzender des Ausschusses für Recht und Sicherheit (Legislative Assembly Committee on Law and Safety) und fungierte zudem vom 22. November 2011 bis zum 7. Mai 2014 als Temporary Speaker zeitweilig als Parlamentspräsident bei Abwesenheit oder in Vertretung des Sprechers der Legislativversammlung. Darüber hinaus war er zwischen dem 19. November 2013 und dem 2. Juli 2014 Vorsitzender des Sonderausschusses für die Kfz-Reparaturindustrie (Select Committee on the Motor Vehicle Repair Industry).

### Minister, stellvertretender Premierminister und Vorsitzender der National Party
Am 6. Mai 2014 übernahm er in der Koalitionsregierung von Premierminister Mike Baird von der Liberal Party of Australia sein erstes Regierungsamt und fungierte zunächst bis zum 17. Oktober 2014 als Parlamentarischer Staatssekretär für Kleinunternehmen und regionale Entwicklung (Parliamentary Secretary for Small Business and Regional Development). Im Anschluss war er im Kabinett Baird vom 17. Oktober 2014 bis zum 23. Januar 2017 Minister für Kleinunternehmen (Minister for Small Business) sowie zugleich vom 17. Oktober 2014 bis zum 2. April 2015 Minister für regionalen Tourismus (Minister for Regional Tourism), zwischen dem 2. April 2015 und dem 23. Januar 2017 Minister für regionale Entwicklung (Minister for Regional Development) und darüber hinaus vom 2. April 2015 bis zum 23. Januar 2017 auch noch Minister für Kompetenzen (Minister for Skills).
Als Nachfolger von Troy Grant wurde John Barilaro am 15. November 2016 Leader of The Nationals und war damit bis zu seiner Ablösung durch Paul Toole am 6. Oktober 2021 Vorsitzender der Nationalpartei im Bundesstaat New South Wales. Zugleich wurde er am 15. November 2016 als solcher als stellvertretender Premierminister (Deputy Premier) im Kabinett Baird. Das Amt des stellvertretenden Premierministers bekleidete er vom 23. Januar 2017 bis zum 6. Oktober 2021 auch im Kabinett von Premierministerin Gladys Berejiklian, der Nachfolgerin von Mike Baird. Im Kabinett von Gladys Berejiklian fungierte er zudem zwischen dem 30. April 2017 und dem 2. April 2019 in Personalunion auch wieder als Minister für Kleinunternehmen, Minister für Kompetenzen sowie darüber hinaus als Minister für die Regionen von New South Wales (Minister for Regional New South Wales). Im Anschluss war er im Kabinett Berejiklian vom 2. April 2019 bis zum 5. Oktober 2021 noch Minister für Regionen, Industrie und Handel (Minister for Regional New South Wales, Industry and Trade). Nach dem Rücktritt von Premierministerin Gladys Berejiklian infolge eines Korruptionsskandals ihres früheren Lebensgefährten schied auch Barilaro am 6. Oktober 2021 aus der Regierung aus und legte am 31. Dezember 2021 auch sein Abgeordnetenmandat nieder. Nach seinem Ausscheiden aus dem Amt wurde Barilaro von Investment NSW, einer Regierungsbehörde in der Zuständigkeit des Industrieministeriums, auf eine Position als Handelskommissar in New York City berufen. Von dieser mit 500.000 Australische Dollar Jahresgehalt (319.120 Euro) dotierten Position trat er knapp neun Monate später am 30. Juni 2020 zurück.